# A Martinez
Adolfo Larrue Martínez III (Glendale, 27 de setembro de 1948) é um ator e cantor estadunidense. Ele é conhecido por seus papéis nas novelas Santa Barbara, General Hospital, One Life to Live, The Bold and the Beautiful, e Days of Our Lives. No cinema seus filmes incluem Os Cowboys, Uma Estrada Sem Limites e A Maldição de Chucky.
Em 2018, Martinez interpreta Mayo na série de televisão Queen of the South.

## Vida pessoal
Em 1981, se casou por um breve período com a atriz Mare Winningham; eles se divorciaram mais tarde naquele ano. Em 1982, casou-se com sua atual esposa, Leslie Bryans; o casal têm três filhos.